# Robert X. Cringely
Robert X. Cringely est le nom de plume du journaliste Mark Stephens et d’une équipe de journalistes d’une colonne du magazine InfoWorld.

## Biographie
Mark Stephens est né en 1953 à Apple Creek (Ohio). Il obtient un bachelor au College of Wooster (en) et un master en communication en 1979 à l’université Stanford. Il travailla aussi pour Apple où il était le douzième employé à cette époque.
Stephens fut le troisième journaliste à contribuer aux colonnes du magazine Infoworld sous le pseudonyme Robert X. Cringely, les deux premiers étant Rory J. O'Connor et Laurie Flynn.
Après un désaccord financier en 1995, Stephens est renvoyé du magazine Infoworld et poursuivi par IDG pour l'empêcher d’utilisateur le pseudonyme Cringely. Une décision qui l’autorise à utiliser le pseudonyme est rendue à condition qu’il ne contribue pas à d’autres magazines sur l’informatique.
Par la suite, Stephens continue d’écrire en tant que Robert X. Cringely dans d’autres magazines et journaux comme Forbes, Newsweek, The New York Times, etc. Stephens apparaît aussi dans deux documentaires basés sur ses écrits comme Les Cinglés de l'informatique (1996) ou Nerds 2.0.1: A Brief History of the Internet (en) (1998).